# Парован (Юта)
Парован (англ. Parowan) — місто (англ. city) в США, в окрузі Айрон штату Юта. Населення — 2996 осіб (2020).

## Географія
Парован розташований за координатами 37°49′58″ пн. ш. 112°49′48″ зх. д. / 37.83278° пн. ш. 112.83000° зх. д. (37.832745, -112.829975).  За даними Бюро перепису населення США в 2010 році місто мало площу 17,25 км², уся площа — суходіл.

### Клімат
| Клімат : Парован                                        | Клімат : Парован | Клімат : Парован | Клімат : Парован | Клімат : Парован | Клімат : Парован | Клімат : Парован | Клімат : Парован | Клімат : Парован | Клімат : Парован | Клімат : Парован | Клімат : Парован | Клімат : Парован | Клімат : Парован |
| Показник                                                | Січ.             | Лют.             | Бер.             | Квіт.            | Трав.            | Черв.            | Лип.             | Серп.            | Вер.             | Жовт.            | Лист.            | Груд.            | Рік              |
| Абсолютний максимум, °C                                 | 20,0             | 23,3             | 25,0             | 31,1             | 33,3             | 37,2             | 38,9             | 37,8             | 35,0             | 31,7             | 26,1             | 21,1             | 38,9             |
| Середній максимум, °C                                   | 5,6              | 7,7              | 11,6             | 16,5             | 21,6             | 27,6             | 30,8             | 29,7             | 25,7             | 19,2             | 11,8             | 6,4              | 17,9             |
| Середній мінімум, °C                                    | −9,1             | −6,8             | −3,7             | 0,0              | 4,3              | 8,7              | 12,8             | 12,1             | 7,2              | 1,2              | −4,3             | −8,2             | 1,2              |
| Абсолютний мінімум, °C                                  | −32,8            | −30,6            | −18,9            | −16,7            | −8,3             | −5,6             | −1,7             | 0,6              | −7,2             | −18,9            | −22,8            | −30              | −32,8            |
| Норма опадів, мм                                        | 22               | 28               | 35               | 30               | 22               | 13               | 28               | 35               | 21               | 27               | 25               | 22               | 308              |
| ------------------------------------------------------- | ---------------- | ---------------- | ---------------- | ---------------- | ---------------- | ---------------- | ---------------- | ---------------- | ---------------- | ---------------- | ---------------- | ---------------- | ---------------- |
| Джерело: https://wrcc.dri.edu/cgi-bin/cliMAIN.pl?ut6686 |                  |                  |                  |                  |                  |                  |                  |                  |                  |                  |                  |                  |                  |

## Демографія
Згідно з переписом 2010 року, у місті мешкало 2790 осіб у 1033 домогосподарствах у складі 735 родин. Густота населення становила 162 особи/км².  Було 1412 помешкання (82/км²).
Расовий склад населення:
| - 96,6 % — білих - 0,6 % — корінних американців - 0,2 % — чорних або афроамериканців - 0,2 % — азіатів - 1,6 % — осіб інших рас |

До двох чи більше рас належало 0,7 %. Частка іспаномовних становила 4,8 % від усіх жителів.
За віковим діапазоном населення розподілялося таким чином: 28,9 % — особи молодші 18 років, 52,0 % — особи у віці 18—64 років, 19,1 % — особи у віці 65 років та старші. Медіана віку мешканця становила 39,8 року. На 100 осіб жіночої статі у місті припадало 97,9 чоловіків;  на 100 жінок у віці від 18 років та старших — 95,2 чоловіків також старших 18 років.
Середній дохід на одне домашнє господарство  становив 51 805 доларів США (медіана — 36 209), а середній дохід на одну сім'ю — 61 262 долари (медіана — 48 125). Медіана доходів становила 43 750 доларів для чоловіків та 41 000 доларів для жінок. За межею бідності перебувало 13,3 % осіб, у тому числі 10,4 % дітей у віці до 18 років та 7,9 % осіб у віці 65 років та старших.
Цивільне працевлаштоване населення становило 1138 осіб. Основні галузі зайнятості: освіта, охорона здоров'я та соціальна допомога — 24,9 %, мистецтво, розваги та відпочинок — 15,1 %, будівництво — 11,5 %, роздрібна торгівля — 10,6 %.